# Мартинштайн
Мартинштайн (нем. Martinstein) — община в Германии, в земле Рейнланд-Пфальц. 
Входит в состав района Бад-Кройцнах. Подчиняется управлению Бад Зобернхайм.  Население составляет 311 человек (на 31 декабря 2010 года). Занимает площадь 0,40 км².